# 開運橋 (盛岡市)
開運橋（かいうんばし）は、岩手県盛岡市にある北上川に架かる岩手県道2号盛岡停車場線の橋。盛岡駅と市の中心部を結ぶ重要な橋である。

## 概説

### 歴史
開運橋は、1890年（明治23年）の盛岡駅開業に伴い、当時の岩手県知事石井省一郎が私費で完成させ、石井はそのまま同橋の管理者となった。翌年市が買収するまでは通行1回1銭の橋銭が徴収され、その後、県に編入された。現在の橋は、1953年（昭和28年）にかけられたものである。
2006年（平成18年）3月、当橋の混雑緩和策として南側に不来方橋が開通した。盛岡さんさ踊り30周年と現在のトラス橋となって開通90周年を記念して、2007年（平成19年）7月30日の夜から発光ダイオードを使用したライトアップが開始された。観光振興の一環で市が企画した初の試みだが2007年（平成19年）は試行段階で、8月31日までの19時から22時の間、多様な色のライトアップが実施される。それ以後も毎年、同様のライトアップが続けられている。

### 現在の橋
現在の開運橋は橋長82.25m。トラス橋にアーチ構造を用いて補強した下路ランガー形式（支間60m）1連を主たる構造とし、支間10mのコンクリート桁を2連組み合わせた構造となっている。2015年に22年ぶり5回目となる塗り替え工事が行われムーンホワイトとなった。かつては濃緑色、白色に塗られていた時期もある。
- 種別 - 鋼道路橋・コンクリート道路橋
- 最大支間 - 60m
- 鋼重 - 417t
- 活荷重 - 一等橋（1939年道示 TL-13）

## 二度泣き橋
開運橋は、別名「二度泣き橋」とも呼ばれる。首都圏などからの転勤族の間で語られたのが由来で、初めて盛岡へ訪れ開運橋を渡る際「遠く離れた所まで来てしまった」と一度泣き、転勤期間を終えて盛岡を去ることになり盛岡駅へ向かう途中に再びこの橋を渡り、二度目は離れるのが辛くて泣くというもの。古くから語られるエピソードで、東北新幹線開業以前に広まったと思われる。

## 開運橋東交差点
開運橋東交差点（かいうんばしひがしこうさてん）は、開運橋東側にある道路交差点である。
交差道路については、テンプレートの｢交差物件｣の項目を参照。

### 周辺
- クロステラス盛岡
- 七十七銀行盛岡支店
- 大通・菜園

### 特徴
館坂交差点と並ぶ平面交差の五差路。ここは信号待ち時間も長いため、渋滞は昼夜を問わず激しい。
なお不来方橋開通に際しては交通規制内容が一部変更され、不来方橋寄り市道の一方通行規制が解除されている（ただし開運橋方向から右折は菜園方向のみ可能で、不来方橋方向への右折は終日禁止）。なお菜園通りからは盛岡駅方向への直進と不来方橋方向への左折のみ可能で、旭橋および大通り三丁目方向への右折は終日禁止である。

## 開運橋西交差点
開運橋西交差点（かいうんばしにしこうさてん）は、開運橋西側にある道路交差点である。
交差道路については、テンプレートの｢交差物件｣の項目を参照。

### 周辺
- 盛岡駅
- ホテルメトロポリタン盛岡
- 盛岡駅前郵便局

### 特徴
開運橋の西側にある平面交差の十字路。開運橋上に右折専用車線が無い為に特殊信号標示（直進・左折と右折を別々に交通整理）となっており、昼夜を問わず渋滞が激しい。
なお不来方橋開通後は南北道路の右折専用車線が直進と兼用に変わっており、右折車は不来方橋または旭橋の十字路へ回るよう促されている（当交差点からも開運橋や盛岡駅方向へ従来通り右折可能だが、直進車のほうが圧倒的に多い為後続車が詰まってしまう）。

## 補修工事について
2009年（平成21年）11月2日から翌2010年（平成22年）6月30日までは橋梁補修工事および腐食状況調査のため、開運橋は片側1車線へと狭められ、両端の交差点は（開運橋を渡った後は）右左折不可で「直進のみ可」とする規制が敷かれていた。
工事はまず2009年（平成21年）2月2日 - 6月30日の期間に東行（上流側）を施工し、梅雨明けの出水期（ダム放流等による北上川の増水期）を避ける形で同年11月より西行（下流側）を施工。当橋と同様構造の揖斐長良大橋（三重県桑名市にある国道23号の橋）と本荘大橋（秋田県由利本荘市にある国道7号の橋）で老朽化による鉄骨の破断・腐食が見つかった事を受け、国土交通省岩手河川国道事務所と合同で実施された。
2015年5月20日から同年12月27日までは、（サビや塗装の剥がれなどの）痛みが目立っている欄干部の全面塗り替え工事が実施される。これに伴い西行き（中央通り・菜園から盛岡駅方向）は車線が1本に減らされ、「開運橋西十字路では（菜園・中央通りからの）西行きが盛岡駅方向への直進専用（右左折不可）」へと変わる（夜間は片側交互通行規制も同時実施する場合あり）。同時に工事用の足場が組まれるため、歩道幅は現行より約1m狭まる。